# Hieronymus Wierix

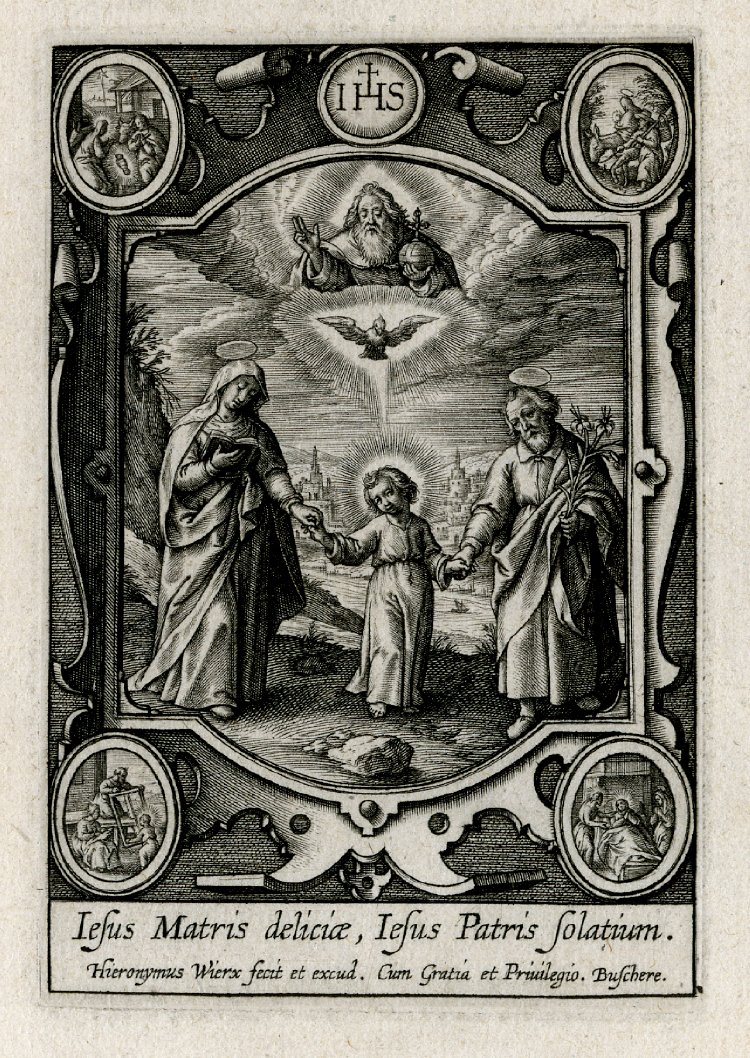
La Trinità

Hieronymus Wierix, o Wiericz o Wierx o Wiricx (Anversa, 1553 circa – Anversa, 21 novembre 1619  (sepolto)), è stato un incisore e disegnatore fiammingo appartenente ad una famiglia di famosi incisori.

## Biografia

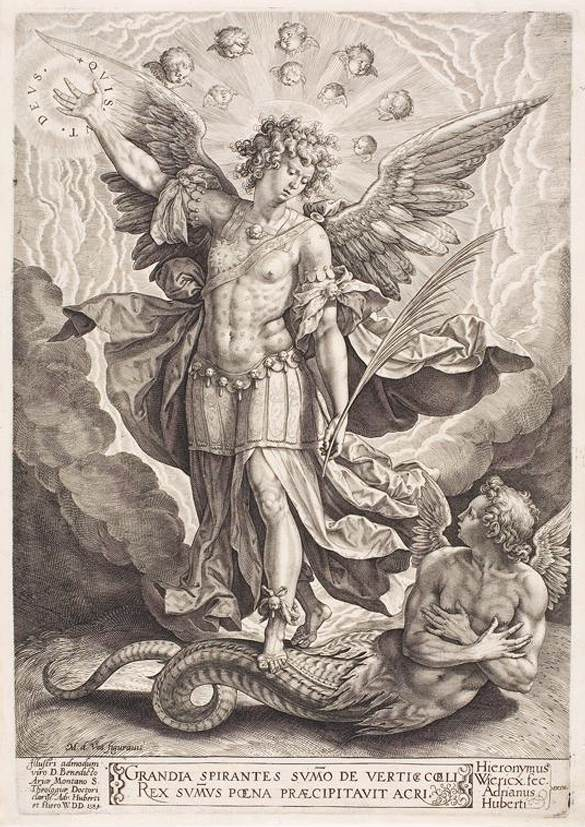
San Michele uccide il dragone (1584)

Figlio di Antonie, fratello di Jan e Antonie II e suocero di Jan-Baptist Barbé, operò tutta la vita nella sua città natale a partire dal 1573. Alla morte del padre fu affidato a Jerome Manacker. Come suo fratello Jan, cominciò la sua istruzione copiando le opere di Albrecht Dürer. Nel 1570 iniziò la sua collaborazione con Christophe Plantin, che dovette pagare multe per tenerlo fuori di prigione e perciò lo licenziò. Nel 1573 divenne maestro incisore. Le sue prime incisioni datate, realizzate indipendentemente, risalgono al 1577. In questi anni lavorò per vari editori. Dal 1577 al 1580 eseguì numerose stampe per Willem van Haecht e suo nipote Godevaard van Haecht. Queste stampe erano soprattutto di soggetto allegorico o politico anti-spagnolo. Inoltre contribuì alla realizzazione delle 153 incisioni illustranti le Annotationes et meditationes in evangelia, commissionate dai Gesuiti, pubblicate per la prima volta nel 1595 e basate sul testo di Jerónimo Nadal. Realizzò anche una serie di dodici incisioni raffiguranti i miracoli e interventi divini nella vita di Sant'Ignazio.
Rappresentò soprattutto paesaggi e soggetti religiosi, ma anche ritratti. È particolarmente noto per le sue stampe di soggetto religioso di piccola dimensione. Il suo stile è talmente simile a quello del fratello Jan che, in caso di opere non firmate, è praticamente impossibile attribuirle all'uno o all'altro dei fratelli. Non è nemmeno certo a quale dei fratelli si riferisca la firma IHW.
Furono suoi allievi Abraham van Merlen, Jan Baptist van den Sande, Jacob de Weert, Antonie Wierix III e Dirk van Hoogstraten.

## Opere
- La Trinità, incisione
- San Michele uccide il dragone, incisione, 1584
- Ritratto di Catherine Henriette de Balzac d’Entragues, incisione, 1600[7]
- Adamo ed Eva, incisione da Albrecht Dürer, 24,3 x 18,8 cm, 1566[8]
- Frontespizio di Evangelicae Historiae Imagines di Jerónimo Nadal, incisione, 1593[9]
- Crocifisso, incisione su rame da Maarten de Vos, 28,2 x 20,2 cm, 1583, Deutsche Fotothek, Dresda[10]
- Natività di Cristo, incisione, illustrazione in Evangelicae Historiae Imagines di Jerónimo Nadal, 1593[11]
- Ritratto di Pieter Coecke van Aelst, incisione[12]
- Acedia, incisione, Metropolitan Museum of Art, New York[13]
- Cristo nella pressa enologica, incisione, 14,1 x 9,2 cm, Metropolitan Museum of Art, New York[14]